# Podlipa, Vrhnika
Podlipa je naselje v Občini Vrhnika. Po vasi sta poimenovana potok Podlipščica, levi pritok Ljubljanice ter Podlipska dolina. Podlipa je locirana ob prometnici, ki vodi od Vrhnike proti Smrečju in naprej proti Žirem. Na nizkem griču sredi vasi se nahajata župnija Podlipa z župnijsko cerkvijo sv. Brikcija in pokopališčem. V vasi je dobro ohranjeno in delujoče mlinsko kolo z žago, ena izmed vaških posebnosti pa je vrteča se miza, ki jo hranijo v edini lokalni gostilni Jurca (s polaganjem rok se miza prične vrteti...). 

## Pomembni rojaki
- Marija Brenčič Jelen, pesnica in pisateljica
- Ivan Malavašič, pesnik, slikar in pisatelj
- Julka Fortuna, ljudska pesnica